# 33RPM
33RPM ist eine deutsche Punkrock- und Ska-Punk-Band aus Nürnberg.

## Bandgeschichte
33RPM wurde 2021 von Danny (Gesang), Ändi (Gitarre), Tschögi (Bass) und Leon (Schlagzeug) gegründet. Musikalisch spielt die Band schnellen Punkrock mit Ska- und Rap-Einflüssen. Der Bandname ist sowohl eine Anspielung auf die Abspielgeschwindigkeit von Schallplatten als auch auf ein Lied der Broilers.
Zu Beginn spielte man vor allem Coverversionen von ebenjener Band. Als Vergleiche werden unter anderem Sondaschule, Ernstfall und Größen wie Die Ärzte und Terrorgruppe genannt. 2022 gründete sich ein Supporter-Club namens Die Nachbarn von 33RPM als eingetragener Verein. Zu Weihnachten 2022 veröffentlichte die Band über Drakkar Entertainment eine Videosingle mit einem Cover zu Time to Wonder von Fury in the Slaughterhouse.
Die Band wurde bei Premium Records unter Vertrag genommen. Das Label gehört zu Soulfood. Am 3. Februar 2023 erschien die Single Tanz mit mir. Es folgte am 17. März die Single Lack gesoffen und am 6. Juli 2023 das SDP-Cover Die schönsten Tage zusammen mit Alarmbaby, Kremer (von Todsünde) und Ochmoneks als dritte Singleauskopplung aus dem ab dem 16. August 2023 vorbestellbaren Debütalbum.
Das Debütalbum ’Nen Scheiß muss ich! erschien schließlich am 17. November 2023. Das von Jörg Wartmann produzierte Album erreichte Platz 92 der deutschen Albencharts.

## Diskografie

### Alben
- 2023: Nen Scheiß muss ich! (Premium Records)

### Singles
- 2022: Time to Wonder
- 2023: Tanz mit mir
- 2023: Lack gesoffen?
- 2023: Euer Leben
- 2023: Die schönsten Tage
- 2023: Ein Geschenk
- 2023: Was einmal war